# Tentative de coup d'État de 2019 dans l'Amhara
Le 22 juin 2019, une tentative de coup d’État s'est produite dans la région d'Amhara, au nord-ouest de l'Éthiopie, avec pour objectif la chute du gouvernement régional. La tentative de putsch se traduit par les assassinats de plusieurs responsables politiques et militaires loyalistes à Baher Dar, capitale régionale de l'Amhara, et à Addis-Abeba, capitale nationale de l’Éthiopie, la plupart étant commis par un commando armé obéissant au commandant des forces de sécurité de l'Amhara, le général ethno-nationaliste Asaminew Tsige. Les assassinats sont suivis par des affrontements entre putschistes et loyalistes dans Baher Dar, remportés par les loyalistes, ce qui met fin à la tentative. Le général Tsige parvient à s'enfuir, mais est retrouvé et éliminé par la police éthiopienne le 24 juin.

## Contexte
L’Éthiopie est un pays qui souffre de fractures et de vives tensions entre les différentes communautés ethniques, et dans une certaine mesure religieuses. Malgré la politique de réconciliation ethnique tentée par le premier ministre Abiy Ahmed - qui a notamment réussi à signer la paix avec la guérilla ethno-indépendentiste du Front de libération oromo en août 2018 et qui a participé au processus de réconciliation des différentes communautés chrétiennes éthiopiennes - des vives tensions subsistent. Le 23 juin 2018, un attentat à la grenade vise l'un des meetings d'Ahmed, causant 1 mort et 150 blessés (dont Abiy Ahmed ne fait pas partie), traduisant la recrudescence des violences inter-ethniques ; le drame a poussé Ahmed à refonder une garde républicaine (en remplacement de la garde impériale dissoute en 1974 et jamais remplacée depuis) destinée spécifiquement à protéger les responsables politiques et leurs familles des violences ethniques. La garde républicaine est en place depuis décembre 2018. Les violences ethniques et indépendantistes sont plus larges que le cas de l'Amhara et touchent plusieurs zones de l’Éthiopie.
Dans le cas de la région d'Amhara, se rajoute la marginalisation des Amharas. Les Amharas et les Oromos sont les deux principaux groupes ethniques d’Éthiopie, mais ceux-ci ont été longtemps marginalisés par les Tigréens, l'ethnie qui a longtemps eu le pouvoir en Éthiopie. Si l'élection d'Abiy Ahmed, premier Oromo à la tête du pays, a permis une amélioration de l'intégration politique des Oromos, les Amharas lui reprochent de ne pas avoir fait reculer leur marginalisation (bien que le vice-Premier ministre Demeke Mekonnen (en) soit lui-même un Amhara). D'autant plus que les Amharas vivant en dehors de la région d'Amhara sont souvent victimes de persécutions. Et qu'il existe des concurrences territoriales entre l'Amhara, et le Tigré.
Les discriminations envers les Amharas ont favorisé dans leur région la création en 2018 d'un parti ethno-nationaliste, le Mouvement national amhara (NaMa). Celui-ci a immédiatement enregistré de hauts scores aux élections, devenant le deuxième parti politique dans l'Amhara, juste après le Parti démocratique amhara (ADP), l'allié régional du Front démocratique révolutionnaire du peuple éthiopien (EPRDF) - ce-dernier étant le parti du premier ministre Ahmed. Afin de contrer la montée du NaMa, l'ADP et l'EPRDF avaient amnistié en 2018 le général Asaminew Tsige, qui avait été condamné à 10 ans de prison en 2009 à cause d'un présumé complot, et l'ont fait nommer chef des forces de sécurité de l'Ahmara, pour tenter de contenter les Ahmaras les plus radicaux. Mais, au moment de la tentative de coup d’État, le général Tsige était sur le point d'être destitué de ses fonctions, à cause de sa rhétorique belliqueuse et parce qu'il commençait à former des milices ethniques.
Il s'agit de la deuxième tentative de coup d’État perpétrée sur le continent africain en 2019, après une autre tentative au Gabon.

## Déroulement des événements
Dans l'après-midi du 22 juin, un commando obéissant aux ordres du général Asaminew Tsinge attaque une réunion de responsables politiques de la région d'Amhara, qui se tenait à Baher Dar, la capitale régionale, en les blessant gravement,. Le président de la région Ambachew Mekonnen, un de ses conseillers, et un autre haut-responsable meurent de leurs blessures le jour-même. Le procureur général de la région de l'Amhara, Migbaru Kebede, succombera lui aussi le 24 juin.
Après les assassinats politiques, des milices ethniques attaquent plusieurs lieux dans Baher Dar : le quartier général de la police régionale, le siège de la présidence régionale, et les locaux régionaux de l'EPRDF. Des affrontements éclatent alors entre les milices ethniques putschistes et les forces loyalistes, provoquant plusieurs dizaines de morts. La lutte est remportée par les loyalistes, forçant le général Tsigne à fuir avec quelques membres du commando. De nombreux miliciens et une partie du commando sont arrêtés.
Dans la région de Benishangul-Gumuz, près de la frontière avec l'Amhara, plus 50 civils sont massacrés.
Quelques heures plus tard, dans la capitale nationale Addis-Abeba, alors qu'il était en train de préparer la riposte des troupes nationales, le chef d'état-major éthiopien, le général Seare Mekonnen, et un autre général à la retraite qui lui rendait visite, sont assassinés au domicile du général Mekonnen par le garde du corps de ce-dernier. Le garde du corps, suspecté d'être membre des putschistes, sera arrêté peu après.
Durant la tentative de coup d’État, internet est coupé dans presque toute l’Éthiopie. Le bureau du premier ministre parvient cependant à twitter sur la situation, dénonçant «une tentative orchestrée de coup d'État s'est produite contre l'exécutif du gouvernement régional de l'Amhara». Durant et après les événements, le porte-parole du gouvernement Billene Seyoum et le premier ministre Abiy Ahmed communiquent via la télévision.

## Bilan
À l'heure actuelle, aucun bilan précis n'a été communiqué. Durant les trois jours suivants la tentative, le bilan officiel n'était que de 4 puis de 5 morts, avant que le gouvernement ne reconnaisse que la tentative de pustch avait fait plusieurs dizaines de morts, dont 5 hauts-responsables régionaux. De plus, dans la région de Benishangul-Gumuz plus 50 civils ont été massacrés.

## Conséquences

### Arrestations
Durant la tentative de coup d’État, plusieurs miliciens putschistes sont faits prisonniers le 22 juin à Baher Dar, tout comme l'assassin du général Mekonnen à Addis-Abeba.
Une vague d'arrestations de militants du Mouvement national ahmara (NaMa) est menée le 27 juin. Plusieurs dizaines sont arrêtés dans l'Amhara, 56 à Addis-Abeba, et plusieurs dizaines d'autres dans l'Oromia. Et le 28 juin, le gouvernement éthiopien annonce avoir procédé à 255 arrestations, précisant dans un communiqué, « La task force a arrêté 212 suspects en région amhara et 43 suspects à Addis Abeba », ainsi que la saisie de 27 armes automatiques et 2 mitrailleuses.
Des militants ahmaras, le journaliste et ancien prisonnier politique Eskinder Nega, et des ONG accusent le gouvernement éthiopien d'utiliser la tentative de putsch pour arrêter des opposants qui n'étaient pas impliqués. Selon Nega, plus de 1 000 personnes auraient été arrêtées. Si ce chiffre n'a pas pu être vérifié de manière indépendante, Amnesty International avance également que le véritable nombre de personnes arrêtées serait plus élevé que celui donné par le gouvernement, et qu'il inclurait deux journalistes. La conférence de presse au cours de laquelle Nega donnait ce bilan est interrompue par une poignée d’hommes brandissant des drapeaux éthiopiens, le traitant de menteur et l’accusant d’attiser les tensions politico-ethniques qui fracturent le pays.
Durant le mois de juillet, 113 policiers qui appartenaient aux commandos de police de la région d'Amhara, arrêtés fin juin parce qu'ils étaient suspectés d'être liés au putsch, ont été relâchés. Le 27 juillet, 57 autres personnes sont remises en liberté après que la justice ait jugé insuffisantes les preuves de leur implication.

### Élimination du général putschiste
Après l'échec de son putsch, le général Asaminew Tsige et une partie de ses lieutenants parviennent à prendre la fuite, et sont alors recherchés. Le général Tsige est repéré le 24 juin le quartier Zenzelma de Bahir Dar, et est tué par balles par la police éthiopienne. Les autres responsables du putsch sont quant à eux toujours recherchés.

### Funérailles
Une cérémonie en l'honneur des deux généraux assassinés est organisés à Addis-Abeba le mardi 25 juin, en présence du premier ministre Abiy Ahmed, qui ne parvient pas à s'empêcher de pleurer. Un autre rassemblement à leur mémoire a lieu le 26 juin à Mekele dans la région du Tigré, qui réunit des milliers de personnes.

Les funérailles des 5 hauts-responsables régionaux sont aussi organisées le mercredi 26 juin. Elles réunissent plusieurs dizaines de milliers de personnes, et sont retransmises en direct sur la chaîne de télévision EBC. Le vice-Premier ministre Demeke Mekonnen, lui-même amhara comme la plupart des victimes, donne un discours devant les cercueils du président de la région d'Amhara, Ambachew Mekonnen, d'un de ses conseillers et du procureur général de la région, Migbaru Kebede, dans lequel il prononce notamment :
Nous nous souviendrons pendant des générations de ceux qui sont tombés, pour leur contribution à la région et au pays. Nous découvrirons les mobiles et les intérêts de ceux qui ont commis cet acte barbare.
Les funérailles du général putschiste Tsige ont lieu le même jour dans une des églises rupestres de Lalibela, sa ville natale. Elles réunissent plusieurs centaines de personnes, peut-être un millier, dont des partisans qui justifient son geste en disant qu'il l'aurait fait pour protéger les besoins, les demandes et les intérêts de la région d'Ahmara.

### Économie
La tentative de coup d'État intervient alors que l'Éthiopie était en pleine campagne de séduction auprès des investisseurs étrangers, le pays manquant de devises pour construire des infrastructures, car, selon Henok Teferra l’ambassadeur éthiopien en France :
« Il y a un manque cruel de devises car les investissements pour construire les infrastructures sont faits par emprunts et dons venant de l’Europe, des États-Unis et, surtout, de la Chine [...] sans la Chine, l’Éthiopie n’aurait pas d’infrastructures. [...] Jusqu’à présent, les exportations n’ont pas atteint les niveaux requis, car les parcs industriels n’ont pas été terminés à temps, et les IDE (investissements directs à étrangers) n’ont pas été suffisants, mais à présent ils sont en passe de rattraper leur retard »
D'autant plus que la Chine a procédé à un rééchelonnement de dette. L'Éthiopie craint donc un ralentissement des investissements venant de l'étranger provoqué par la tentative de putsch. Finalement, le 15 août la Chine décide de continuer ses investissements pour bâtir une douzaine de parcs industriels.

### Nouveau chef d'état-major
Après l'assassinat de Seare Mekonnen, il est remplacé comme chef de l'état-major le 29 juin par le général Adem Mohammed, chef de l’agence de renseignement, le Service national de renseignement et de sécurité

### Dissensions politiques au sein du gouvernement
La tentative de coup d’État génère des dissensions politiques au sein de la coalition au pouvoir, basée sur l'alliance de plusieurs partis ethniques, notamment amhara, tigréens et oromos. Le Front de libération du peuple tigréen (TPLF), était au pouvoir jusqu'à l'élection d'Abiy Ahmed, premier Oromo élu et issu à l'origine de l'Organisation démocratique des peuples Oromo, bien que gouvernant au sein du Front démocratique révolutionnaire du peuple éthiopien. Depuis, le TPLF, bien que dans la coalition gouvernementale, s'inquiète de sa perte d'influence politique au niveau national, et voit l'un des autres partis de la coalition, le Parti démocratique amhara (ADP), comme un concurrent. Or, le général putschiste Tsige était membre de l'ADP. Le chef d'état-major éthiopien assassiné, le général Mekonnen, était un Tigréen. La tentative de coup d'État provoque donc des tensions à la fois politique et ethnique entre le TPLF et l'ADP.

### Internet
Internet est rétabli en Éthiopie le 27 juin, 5 jours après la tentative de putsch.